# Serdar Kurtuluş
Serdar Kurtuluş, född 23 juli 1987 är en turkisk före detta fotbollsspelare som bland annat spelade för de turkiska klubbarna Beşiktaş JK, Bursaspor och Gaziantepspor. Han spelade som centralmittfältare och högerback.
Kurtuluş föddes i Bursa.